# MAPKAPK2
La proteína cinasa 2 activada por MAP cinasas (MAPKAPK2) es una enzima codificada en humanos por el gen HGNC MAPKAPK2 .
Esta proteína pertenece a la familia de las serina/treonina cinasas. MAPKAPK2 es regulada por medio de una fosforilación directa llevada a cabo por la MAP cinasa p38. Esta cinasa, junto con p38, parece estar implicada en multitud de procesos celulares incluyendo repuestas a estrés y a inflamación, exportación nuclear, regulación de la expresión génica y proliferación celular. La proteína de choque térmico Hsp27 ha demostrado ser uno de los sustratos de MAPKAPK2 en ensayos in vivo. Se han descrito dos variantes transcripcionales del gen que codifica esta cinasa, las cuales codifican dos isoformas de la enzima.

## Interacciones
La proteína MAPKAPK2 ha demostrado ser capaz de interaccionar con:
- MAPK14[4][5]
- AKT1[4]
- PHC2[6]
- SHC1[6]